# Masacre de Turín (1864)
La masacre de Turín de 1864 fue una masacre cometida por algunos miembros del Ejército Real Italiano (principalmente estudiantes carabinieri) los días 21 y 22 de septiembre contra grupos de manifestantes civiles. Los enfrentamientos ocurrieron durante las protestas populares por el traslado de la capital del Reino de Italia de la ciudad piamontesa a Florencia, en la tarde del 21 de septiembre de 1864, después de los enfrentamientos entre manifestantes y agentes de la ley en la Plaza San Carlo en Turín, una multitud de civiles armados con palos intentaron acercarse a la sede del Ministerio del Interior en la Piazza Castello, defendido por un contingente de estudiantes carabinieri; los carabinieri dispararon contra los manifestantes que causaron 15 víctimas. La noche siguiente, 22 de septiembre, se produjeron nuevos disturbios en la Plaza San Carlo que involucraron a otros agentes de policía que en la confusión dispararon indiscriminadamente contra la multitud, afectando también a los miembros de un batallón de infantería que cruzaban la plaza y que a su vez abrieron fuego: En el fuego cruzado, 47 personas murieron entre militares y civiles. Los acontecimientos causaron la caída del gobierno de Minghetti, así como varias investigaciones oficiales por parte de los comités parlamentarios; Sin embargo, todos los arrestados fueron sometidos a una amnistía general en febrero de 1865.

## Antecedentes: el movimiento de la capital

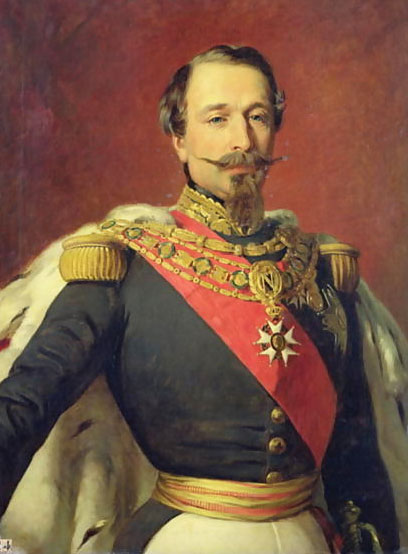
el emperador de Francia, Napoleón III Bonaparte

En junio de 1864, aprovechando los rumores sobre la salud del Papa Pío IX y sobre posibles levantamientos en los Estados Pontificios, el Primer Ministro Marco Minghetti envió a Gioacchino Napoleone Pepoli con el embajador italiano en París; Costantino Nigra, con disposiciones para contraer la retirada de las tropas francesas. de los territorios de la Santa Sede. Para llegar al acuerdo, el emperador Napoleón III solicitó una garantía que mostrara la renuncia a la conquista de Roma, indicada desde 1861 por el gobierno italiano como la capital ideal del reino; Pepoli preguntó si el traslado de la capital italiana de Turín a otra ciudad, como ya asumió el gobierno, podría haber proporcionado una garantía adecuada; el emperador confirmó que ciertamente firmaría el acuerdo con esa condición. Víctor Manuel II fue informado en agosto, sobre el regreso de Pepoli.

Il Re accolse la clausola del trasporto, non solo con ripugnanza, ma dirò con dolore. Ebbe molte conferenze con Minghetti e con Pepoli. Parve per qualche momento alquanto scosso, poi prese tempo a pensarvi durante una assenza da Torino.
El Rey aceptó la cláusula de transporte, no solo con repugnancia, sino también con dolor. Tuvo muchas conferencias con Minghetti y Pepoli. Pareció algo conmocionado por unos momentos, luego se tomó el tiempo para pensarlo durante una ausencia de Turín.

(Carta del Ministro Emilio Visconti Venosta al Embajador Nigra)
El 11 de septiembre de 1864, Minghetti comunicó al ministro Menabrea, que el rey aceptó el trato y trasladó la capital a Florencia, por razones exclusivamente estratégicas. El acuerdo se firmó oficialmente el 15 de septiembre de 1864. A pedido de Víctor Manuel II de Saboya, el protocolo vinculante para la transferencia de la sede del gobierno, se mantuvo separado y secreto dentro de los seis meses posteriores a la firma, para evitar que aparezca “resultado de la presión de un gobierno extranjero”.

## Difusión de la noticia en Turín

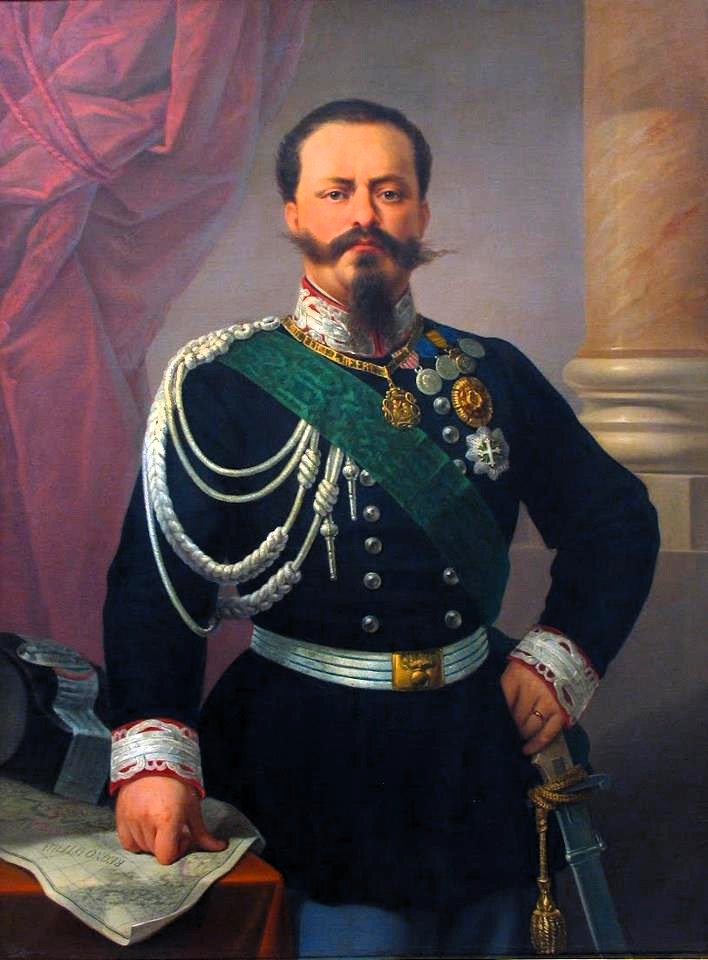
Retrato del Rey Víctor Manuel II de Saboya.

A pesar de la reserva ministerial, los detalles del acuerdo comenzaron a circular el 26 de agosto del mismo año. Los periódicos de Turín, vinculados a facciones políticas, tomaron diferentes posiciones sobre el acuerdo. El gobierno de Minghetti podía contar con el Diario Oficial, la voz del ministerio y la Opinión, dirigidos por Giacomo Dina; también fue apoyado por la prensa (diferente del siguiente periódico del mismo nombre), dirigida por Paulo Fambri y vinculada a Ubaldino Peruzzi y Silvio Spaventa, y de la Gazzetta di Torino, vinculada a Luigi Menabrea. Luego hubo una discusión sobre el senador Carlo Alfieri di Sostegno, la monarquía nacional vinculada a Urbano Rattazzi y la centro-izquierda y la ley de la izquierda. La Gazzetta del popolo anticlerical fue dirigida por Giovan Battista Bottero.
El 16 de septiembre, el día después de la firma, la Opinión publicó el acuerdo, sin indicaciones sobre el protocolo secreto; el 18 de septiembre, la Gazzetta del popolo informó el rumor erróneo (difundido el día anterior) de que la condición impuesta por los franceses era el movimiento de la capital a Florencia. La difusión de noticias fragmentadas, por lo tanto, condujo a acusaciones y acusaciones contra el gobierno; incluso hubo rumores de ventas de territorio piamontés a Francia. 
El 20 de septiembre tuvo lugar una manifestación en las calles de la ciudad con gritos contra el movimiento de la capital (¡Abajo el ministerio! ¡Roma o Turín! ¡Abajo la convención! ¡Viva Garibaldi!) Y con la participación de un gran número de personas ( según algunas fuentes, cinco o seis mil). El movimiento de la capital fue visto por muchos como una amenaza para el desarrollo económico de la ciudad.

In mezzo a tutte queste considerazioni, balenò altresì nell'animo de' cittadini agiati il pensiero di mille interessi offesi, e delle gravi condizioni che il trasporto preparava alla città di Torino, la quale con tanto slancio si era impegnata in lavori, in ispeculazioni ed in industrie che forse mal potevano prosperare quando ne fosse tolta repentinamente la sede del Governo.
En medio de todas estas consideraciones, la idea de miles de intereses ofendidos y las graves condiciones que el transporte estaba preparando para la ciudad de Turín, que con tanto ímpetu se había dedicado al trabajo, también brilló en los corazones de los ciudadanos ricos. en especulaciones e industrias que tal vez no pudieron prosperar cuando la sede del gobierno fue retirada repentinamente

Además, un centenar de personas se reunieron en la Piazza Castello para silbar contra la sede de la Gazzetta di Torino, y se fueron después de un tiempo sin incidentes. El periódico ese día publicó un artículo que, aunque a favor de la convención, debería haber pacificado a los turineses; fue «enviado por la corte al periódico por el deseo del propio rey, quien estaba completamente equivocado sobre el efecto que habría producido y a lo que ninguno de los cortesanos tuvo el buen sentido de desaconsejar su publicación».

De hecho, el artículo fue compilado, pero tan mal, que tuvo el efecto contrario, aunque fue interpretado mucho peor de lo que merecía, convirtiéndose en la causa ocasional de los dolorosos eventos posteriores.

|                                                                                          |
| Dos ciudades de este mundo que pierden la capital (Il Lampione, 1864), Adolfo Matarelli. |

|                                                                                       |
| Florencia capital de Italia (Il Lampione, 24 de septiembre de 1864), Adolfo Matarelli |

## Acontecimientos tristes

#### 21 de septiembre
La tarde

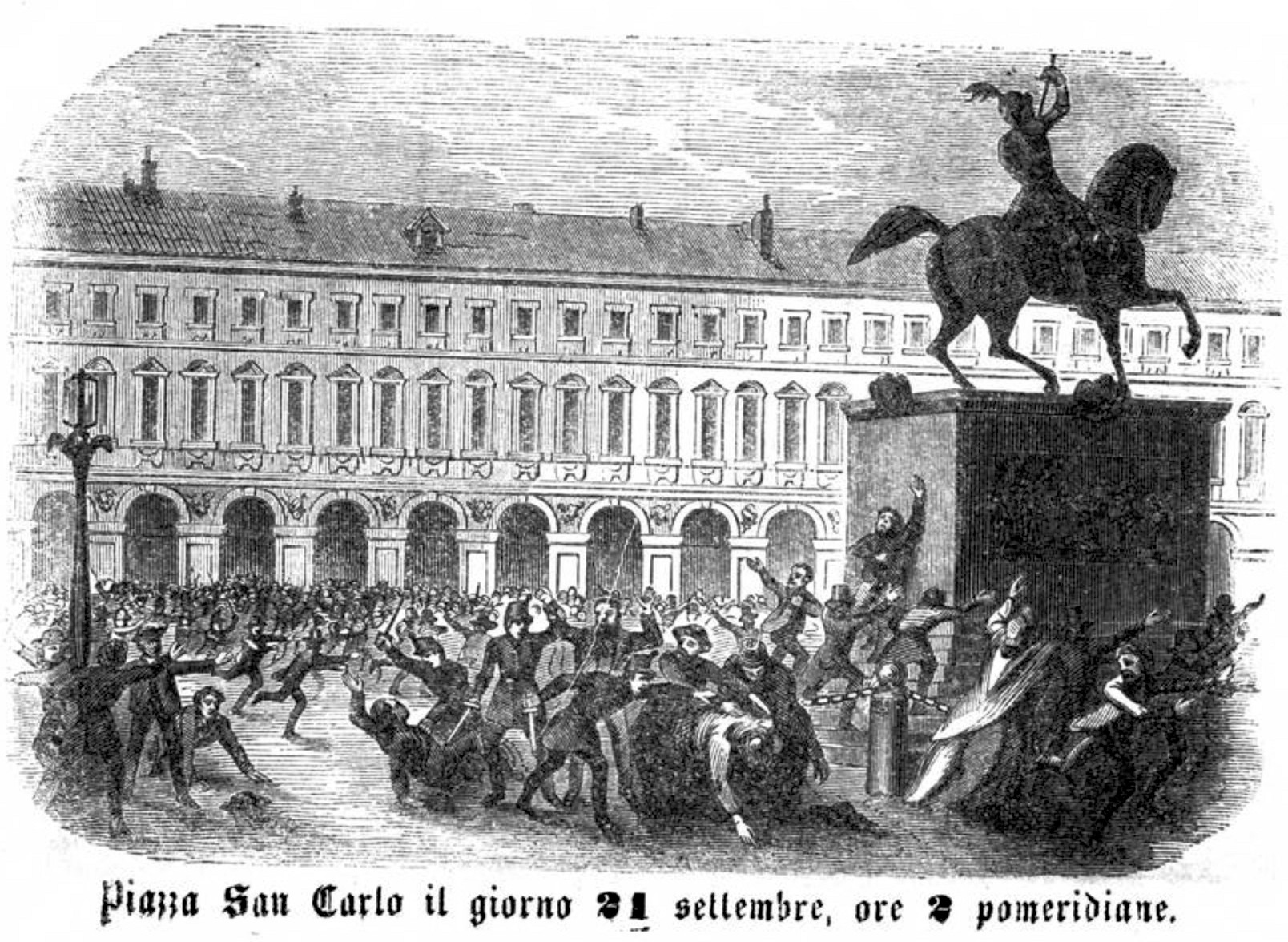
La Plaza San Carlo, el 21 de septiembre, a las 14:00 horas.

El ayuntamiento extraordinario se convocó a las 14:00 hora, para discutir el movimiento de la capital. Varias personas se reunieron debajo de las ventanas para recibir noticias; También se produjeron protestas y se quemaron copias de la Gaceta de Turín. 
Ante la ausencia de noticias del actual ayuntamiento, la gente se dispersó rápidamente, mientras que un pequeño grupo de jóvenes fue a la Plaza San Carlo a la imprenta de la Gazzetta di Torino con algunas banderas italianas. El propietario fue a la estación de policía para pedir ayuda, mientras que otros impidieron la entrada del grupo. Desde el cuartel general de la policía llegó la orden de dispersar las reuniones, apoderarse de las banderas y arrestar a quienes las llevaban. Numerosos guardias de seguridad pública se apresuraron a la escena (principalmente estudiantes) que sacaron las dagas contra la reunión de personas, quienes, tomados por sorpresa, insinuaron una reacción con algunas piedras; los guardias persiguieron y golpearon a las personas fuera de la plaza, golpeando y arrojando a transeúntes y transeúntes y también a aquellos que se ocuparon de la defensa de la tipografía.

Attratti da alcune grida ci siamo tutti affacciati alla finestra, ed abbiamo veduto un centinaio circa di persone abbastanza sparpagliate, unite intorno ad un uomo che portava una bandiera. Sentivamo delle grida confuse, fra le quali distinsi un non so che contro la Gazzetta di Torino. Il centinaio di persone, che vedevamo sotto la nostra finestra, guardavano manifestamente a qualche cosa che stava succedendo sotto il portico; ma tranne pochissimi che di quando in quando emettevano dei gridi, il loro contegno non aveva niente di minaccioso.
Tutto ad un tratto vedemmo uscire dalla Questura una colonna di guardie di pubblica sicurezza, guidate da un ufficiale, che non potevano essere meno di sessanta. La colonna marciò a passo lesto senza proferir parola e senza che le persone contro le quali venivano si allontanassero; e nell'atto che l'ufficiale dette di piglio alla bandiera per strapparla di mano a chi la teneva, gridando un non so che, che per le conseguenze ritenemmo un ordine d'impugnare le armi e di usarne; tutte le guardie ad un tratto, sfoderata la daga, si misero a sciabolare a dritta e sinistra quel gruppo di persone che stavano sulla piazza – si noti bene sulla piazza e non sotto il portico – correndo appresso a chi cercava di salvarsi colla fuga, e percuotendo senza misericordia.
Vedemmo allora delle scene da far rabbrividere, fra le quali uomini isolati battuti e trascinati da quattro o cinque guardie.
Atraídos por algunos gritos, todos miramos por la ventana, y vimos a unas cien personas dispersas, unidas alrededor de un hombre que llevaba una bandera. Escuchamos gritos confusos, entre los cuales distinguí algo que no sé contra la Gazzetta di Torino. Las cien personas que vimos debajo de nuestra ventana obviamente estaban mirando algo que estaba sucediendo en el porche; pero excepto por muy pocos que ocasionalmente gritaban, su comportamiento no era nada amenazante.

De repente vimos una columna de guardias de seguridad pública saliendo de la sede de la policía, dirigida por un oficial, que no podía tener menos de sesenta años. La columna marchó rápidamente sin decir una palabra y sin que la gente con la que vinieron se marchara; y en el acto que el oficial llevó a la bandera para arrebatarla de la mano de la persona que la sostenía, gritando un no sé cuál, por las consecuencias consideramos una orden de tomar las armas y usarlas; De repente, todos los guardias, sin forro de la daga, comenzaron a sablear a la izquierda y a la derecha ese grupo de personas que estaban en la plaza - note bien en la plaza y no en el porche - corriendo tras aquellos que intentaron salvarse huyendo, y latiendo sin piedad.

Luego vimos escenas para hacer temblar a las personas, incluidos hombres aislados golpeados y arrastrados por cuatro o cinco guardias.
Mattia Montecchi

Veintinueve personas fueron trasladadas a la sede de la policía, incluidas algunas heridas; Un nuevo grupo comenzó a formarse frente al edificio y los guardias salieron nuevamente con las dagas en la mano, pero fueron detenidos por los superiores. El grupo en el exterior, que se había vuelto numeroso, solicitó la liberación de los arrestados, considerando que la acción de los guardias era desproporcionada; También se arrojaron piedras contra las ventanas.
El cuartel general de la policía ahora estaba asediado y llegó una delegación del ayuntamiento (Rignon, Pateri Corsi, Moris y Villa) que, incapaz de calmar a la multitud, aconsejó al superintendente que liberara a los arrestados (también se solicitó el regreso de las banderas). Esto dio lugar a una pacificación de la plaza.
La noche

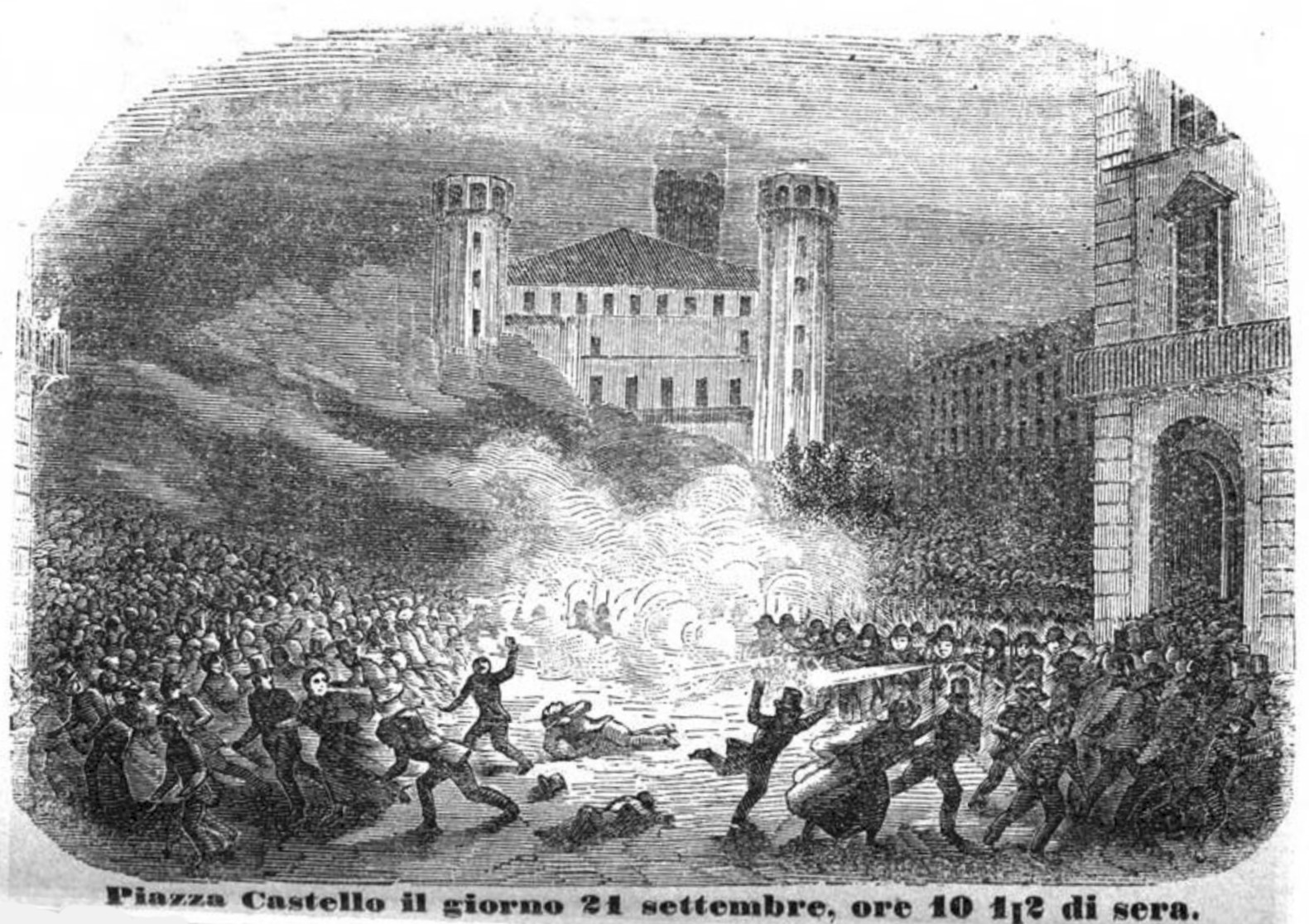
La Piazza Castello, en la noche del 21 de septiembre.

Por la tarde, se formaron varias reuniones de personas en la ciudad a partir de las 17:00 horas, primero debajo del ayuntamiento y luego debajo de la casa del alcalde; este último en ambas ocasiones intentó convencer a los manifestantes de respetar la ley.
En la Plaza San Carlo, una multitud se había reunido para protestar contra la Gazzetta di Torino y contra la jefatura de policía. Los estudiantes de Carabinieri se pararon en la plaza, armados con rifles cargados, seguidos por numerosas tropas (bersaglieri, caballería e infantería) mientras la guardia nacional caminaba por las calles adyacentes; el objetivo era mantener la plaza despejada y dispersar las reuniones. A pesar de algunas provocaciones contra los soldados con el lanzamiento de piedras, la multitud comenzó a disminuir .
En la Piazza Castello se organizaron dos escuadrones (uno de los estudiantes carabinieri) que dispersaron a un primer grupo dirigido contra la oficina central. Otro grupo de manifestantes, armados con palos, entraron a la plaza y se dirigieron al ministerio por los oficiales de policía; Después de una breve agitación, se escucharon dos disparos, seguidos de un fuego directo dirigido a la población. Después de un primer momento de sorpresa, la plaza se vació dejando solo muertos y heridos.

Io mi trovava alla testa vicino al tamburino e proseguissino verso i portici, dove si trova il confetturiere Anselmo, e quivi trovandosi schierati gli Allievi carabinieri, mi avvicinai ad essi nell'intendimento che essi aprissero i ranghi come avea fatto la truppa di linea nella via Nuova, ma invece i Carabinieri chiusero i ranghi e ci appuntarono le baionette, specialmente contro la bandiera tricolore che era stata presentata appunto per far aprire i ranghi onde fare dimostrazione sotto il Ministero. Un ufficiale fece segno ai soldati di alzare i fucili, ma in quell'istante parti un colpo di fucile dal punto estremo di sinistra, ed io fuggii sentendo altri colpi successivi scaricati dai Carabinieri nelle diverse direzioni anche contro i fuggenti.
Estaba a la cabeza al lado de la pandereta y continuaron hacia las arcadas, donde se encuentra el pastelero Anselmo, y allí, al encontrar a los estudiantes Carabinieri alineados, me acerqué a ellos en el entendimiento de que abrieron las filas como la tropa de línea había hecho en el a través de Nuova, pero en cambio los carabineros cerraron las filas y nos inmovilizaron las bayonetas, especialmente contra la bandera tricolor que se había presentado precisamente para abrir las filas para manifestarse bajo el Ministerio. Un oficial hizo un gesto a los soldados para que alzaran sus rifles, pero en ese instante disparó desde el extremo izquierdo, y escapé al escuchar otros disparos sucesivos descargados por los carabineros en diferentes direcciones también contra los que huían
Carlo Muttis

El rescate comenzó; también se formó una reunión que arrojó piedras a los carabinieri, que luego se retiraron a la sede del Ministerio.
Durante la noche, los Bersaglieri arrestaron a ocho personas que habían robado armas de una armería.

#### 22 de septiembre

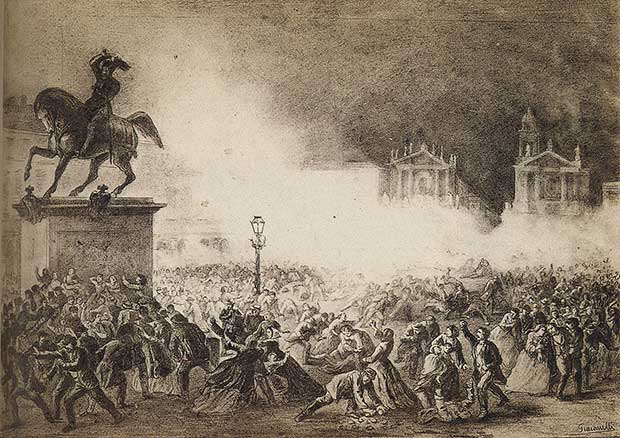
Los enfrentamientos debajo del monumento de la Plaza San Carlo.

Reacciones a los acontecimientos de la tarde anterior. Un intercambio de comunicaciones entre Víctor Manuel II y Marco Minghetti la mañana después de la primera masacre.

«Los tristes acontecimientos que sucedieron me duelen. Sabes que los esperaba. Soy responsable de restaurar el orden. Publique el estado de sitio si es necesario. Deje que la tropa venga hasta que sea suficiente. No quiero presenciar cosas tan dolorosas. Iré a Turín en cuanto se restablezca el orden.»
(Víctor Manuel a Marco Minghetti, 22 de septiembre.)

«Hasta ahora, no hay desorden: sin embargo, se habla mucho de disturbios para esta noche. El general Della Rocca ha dado todas las instrucciones. Sabemos que el partido de acción intenta hacerse cargo del movimiento» .
(Marco Minghetti a Víctor Manuel, 22 de septiembre)

«Si aún no voy a Turín esta noche es porque quiero que terminen los problemas y no quisiera ser un testigo oculto de la sangre de la ciudad derramada en el país que me vio nacer. [...] Una delegación debe combinarse con el alcalde que vendría a Turín para disculparse y recomendarse una modificación favorable que calmara y satisficiera a los ciudadanos descarriados por el exceso de amor. Aproveche esta ocasión para arrestar a todos los líderes de la gente, los Mazzinianos, los pícaros de todo tipo, sin ellos los tendremos otro día en otra ciudad. Déjelo al general Della Rocca, si lo desea».
(Víctor Manuel a Marco Minghetti, 22 de septiembre.

Durante el día se registraron algunas manifestaciones contra la imprenta de la Gazzetta di Torino, pero eso se dispersó fácilmente.

#### La noche

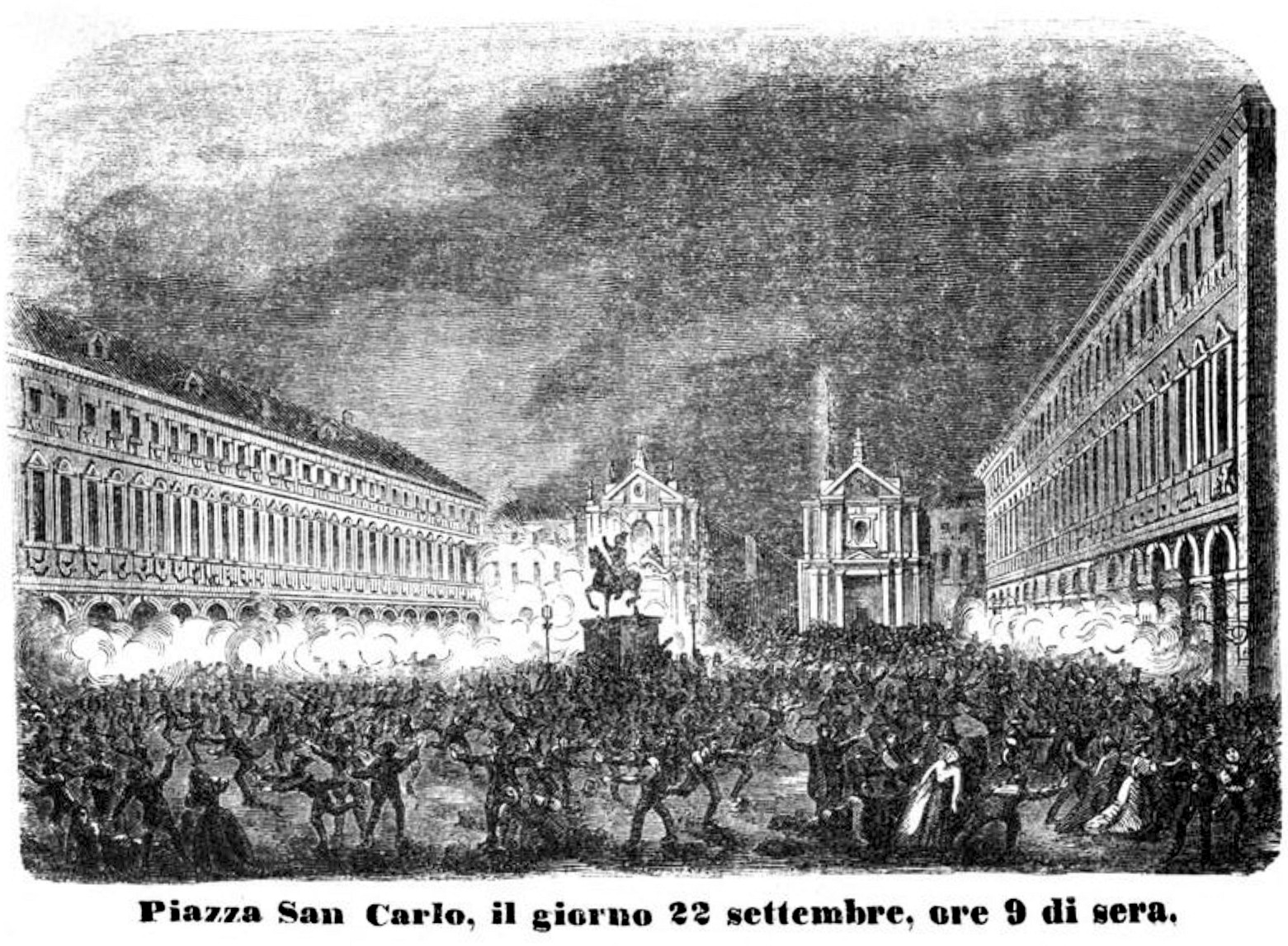
La Plaza San Carlo el día 22 de septiembre, a las 9 horas p. m.

Por la noche se formaron varias reuniones para la ciudad que, insultando a los carabinieri y los agentes de seguridad pública presentes en las calles, llegaron a la Piazza San Carlo. En la plaza, en defensa de la estación de policía, había carabinieri, infantería y agentes de seguridad pública, sin embargo, sin coordinación entre las distintas compañías. Sin embargo, la plaza estaba abarrotada y los ómnibus pasaban regularmente. La presencia de los carabinieri fue la causa de los insultos, dado que fueron acusados de haber disparado el día anterior contra ciudadanos desarmados; La propuesta de los comandantes de retirar los carabinieri de la plaza para evitar accidentes no fue aprobada por el comisionado.
Una gran multitud de carcajadas, descrita en gran parte como compuesta de "abrazos", llegó a la plaza y comenzó a maldecir a los carabinieri presentes y a arrojar piedras al cuartel general de la policía. Luego, el comisionado ordenó la salida de otras tropas, incluidos los estudiantes carabinieri, para eliminar a los presentes. Mientras se hacían insinuaciones para dispersar a la multitud, se escucharon disparos y los carabinieri dispararon hacia el centro de la plaza, golpeando a un batallón de infantería que la atravesaba; agentes de seguridad pública también dispararon desde la puerta de la estación de policía. En la confusión resultante, los presentes militares dispararon numerosos disparos desde varias direcciones; cuando el fuego finalmente tuvo éxito, numerosos muertos y heridos permanecieron en el suelo en la plaza.

«Il sottoscritto dichiara che la sera del 22 settembre alle ore 9 precise trovavasi avanti la trattoria San Carlo in compagnia di qualche amico, e procurava capacitare i pochi tumultuanti a lui dintorno, quando un suon di tromba si fece sentire ed immediatamente lo seguì una scarica disordinata fatta dagli allievi Carabinieri che erano un momento prima sbucati fuori dalla Questura. Una delle prime palle andò sgraziatamente a colpire il colonnello del 17° il quale appunto in quel momento aveva schierati in linea di battaglia i suoi soldati; qui cominciava il doloroso equivoco: il 17° fece fuoco sulla moltitudine e sulla linea che stavanli rimpetto, quest'ultima rispose facendo fuoco sulla popolazione e sul 17°, ne nacque quindi che la folla radunata in piazza San Carlo trovavasi presa fra tre fuochi, ed era conseguentemente impossibile uscirne sani e salvi; molti adottarono il partito di gettarsi distesi al suolo (idea eccellente in casi simili), ma siccome la truppa dopo i primi colpi fece fuoco di ginoch terr e tirò basso, così il numero dei feriti fu evidentemente maggiore.».
"El abajo firmante declara que en la noche del 22 de septiembre a las 9 en punto a la hora exacta en que el restaurante San Carlo estaba en compañía de algunos amigos, e intentó empoderar a las pocas personas tumultuosas que lo rodeaban, cuando se escuchó un sonido de trompeta e inmediatamente se dio de alta. desordenado hecho por los estudiantes Carabinieri que acababan de salir un momento antes de la jefatura de policía. Una de las primeras bolas fue mal al golpear al coronel del 17, que en ese momento había alineado a sus soldados en la línea de batalla; Aquí comenzó el doloroso malentendido: el 17 disparó contra la multitud y en la línea que estaba frente a ellos, este último respondió disparando contra la población y el 17, por lo tanto, nació que la multitud reunida en la Piazza San Carlo estaba atrapada entre tres incendios, y, en consecuencia, era imposible salir de él con seguridad; muchos adoptaron el partido para arrojarse al suelo (excelente idea en casos similares), pero como las tropas dispararon Ginoch Terr y dispararon después de los primeros disparos, el número de heridos fue evidentemente mayor ».
(Testimonio de Alberto Martini Bossi, herido en una pierna)

En la plaza, al pie del monumento a Emanuele Filiberto di Savoia, todavía se pueden ver signos debido a las balas.

## Las víctimas
Los datos sobre los muertos y heridos en los dos días fueron recogidos por el Dr. Giuseppe Rizzetti; su informe fue publicado en al menos tres versiones diferentes (la primera contenía datos actualizados al 10 de octubre, la segunda a 13 del mismo mes y la tercera a noviembre).
La tercera versión indicó, respectivamente, 15 muertes por los eventos del 21 de septiembre en Piazza Castello y 47 muertes por los eventos del 22 de septiembre en Plaza San Carlo. Se indicaron un total de 138 heridos, pero se estima que el número real fue mayor, dado que algunos heridos podrían haber optado por recibir tratamiento

#### Muertos en la plaza Castello

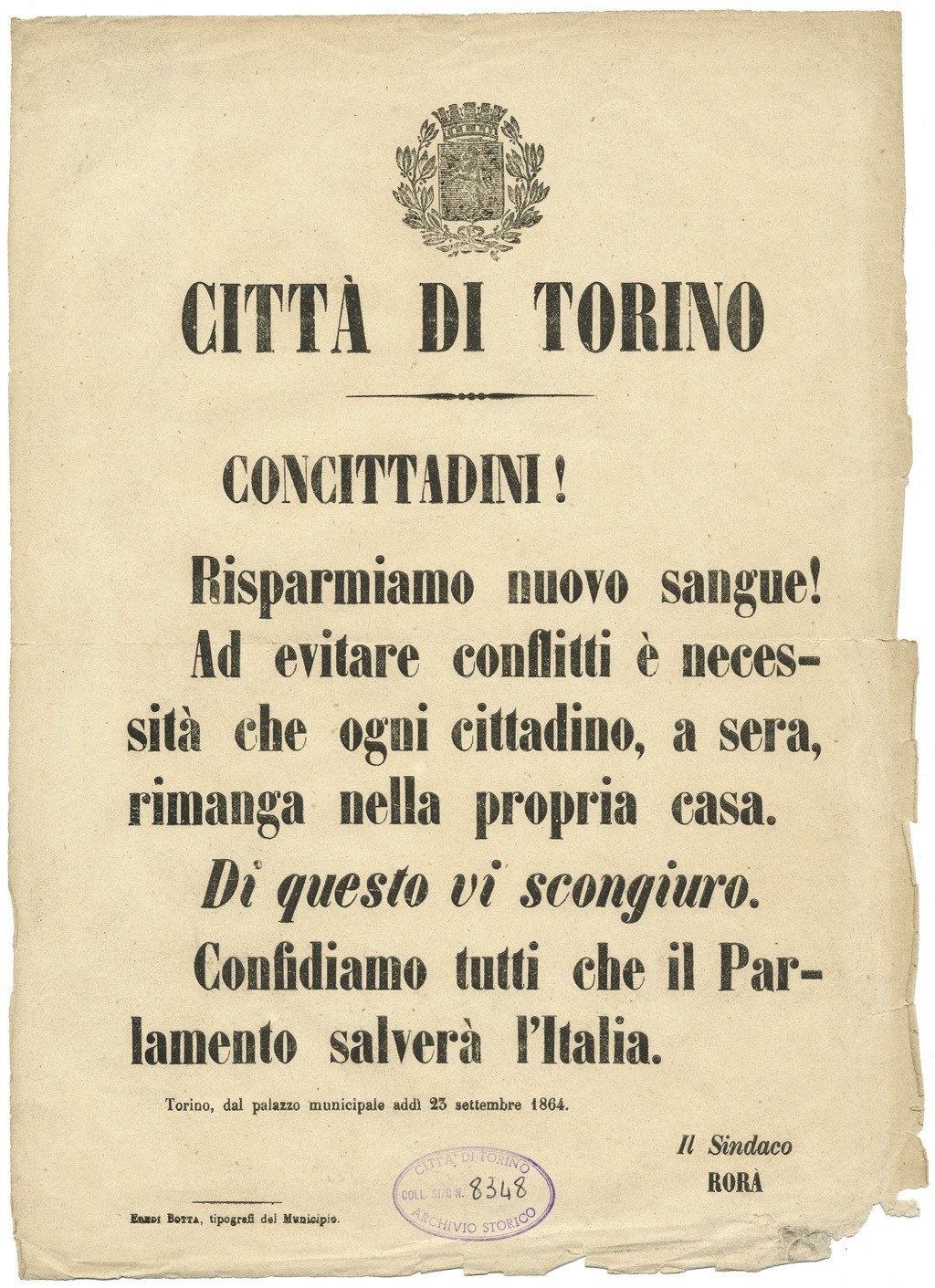
Proclamación del alcalde Emanuele Luserna de Rorà (23 de septiembre de 1864)

1. Ceresito Ernesto (18 años), de Acqui, asistente de ventas, soltero.
2. Constantin Giovanni (23 años), de Prarostino (Pinerolo), comerciante, fallecido el 7 de octubre.
3. Dalla Lana Giulio (17 años), de Trento, tipógrafo, soltero.
4. Gandiglio Vittorio (17 años), de Turín, empleado bancario, soltero.
5. Gauthier Vincenzo (50 años), de Vercelli, secretario privado, casado.
6. Genovese Serafino (18 años), de Montiglio, panadero, soltero.
7. Gianoglio Alessandro (22 años), de Pinerolo, licorista, quien murió el 28 de octubre.
8. Guerra Mattia (23 años), de Vicenza, panadero, quien murió el 22 de septiembre.
9. Longo Giuseppe (22 años), de Verzuolo, sastre, soltero.
10. Mayer Giuseppina esposa Bertino (20 años), de Tronzano, que reside en Vercelli, murió el 23 de octubre.
11. Meinardi Olisio (23 años), de San Giusto Canavese, carpintero.
12. Picena Giuseppe (30 años), de Turín, anfitriona, casada.
13. Sacco Carlo (30 años), de Turín, escriba, quien murió el 18 de octubre.
14. Sonnet Ferdinando (20 años), de Almese, hotelero, fallecido el 3 de octubre.
15. Vercellino Giuseppe, de Valperga, estudiante, soltero, murió el 22 de septiembre.

#### Muertos en la plaza San Carlo
1. Baron Giuseppe (30 años), de Arona, albañil, quien murió el 3 de octubre.
2. Bartoli Carlo (54 años), de Vicenza, ex capitán, casado.
3. Giovanni Bergamini (23 años), de Finale (Mirandola), soldado de la 17º infantería, soltero.
4. Belfiore Giuseppe (23 años), de Jesi, cabo en la 17a infantería, que murió el 2 de octubre.
5. Belletta Agostino (25 años), de Pollone, zapatero, quien murió el 23 de septiembre.
6. Bernarolo Ignazio (75 años), de Turín, vidriero, fallecido el 25 de septiembre.
7. Bertinaria Basilio (20 años), de Netro (Biella), quien murió el 12 de octubre.
8. Bertinetti Giovanni (19 años), de Pozzo Strada (Turín), trabajador en el ferrocarril, murió el 13 de octubre.
9. Bossi Giuseppe (40 años), de Milán, jardinero, quien murió el 1 de octubre.
10. Caldi Crescentino (21 años), de Ameno, albañil, fallecido el 5 de octubre.
11. Campora Gaudenzio (21 años), de Casale, tipógrafo.
12. Carena Domenico (31 años), de Rocchetta Palafea, carretera, casada.
13. Dotto Felice (20 años), de Ronco (Biella), albañil, soltero.
14. Dutto Bartolomeo (42 años), de Caraglio, portero, casado.
15. Falco Felice (25 años), de Turín, comerciante, fallecido el 28 de septiembre.
16. Falco Filiberto (19 años), de Dogliani, sombrerero, soltero.
17. Fiorina Alberto (20 años), de Vercelli, carpintero, soltero.
18. Fogliasso Giuseppe (25 años), de Turín, encuadernador de libros.
19. Fornaro Giuseppe (21 años), de Valmadonna, panadero, quien murió el 23 de septiembre.
20. Jedda Defendente (23 años), de Ivreaconductor del tren, fallecido el 12 de octubre.
21. Giuliberti Vincenzo (20 años) , de Turín, herrero, murió el 23 de septiembre.
22. Gremo Pietro (28 años), de Leini, herrero, quien murió el 23 de septiembre.
23. Grisoglio Bernardo (13 años), de Magnano, albañil, fallecido el 19 de octubre.
24. Hellin Antonio (24 años), de Legnano, [[tornero
25. Turner Lanza Michele (24 años), de Settimo Torinese, fundidor de meta, soltero.
26. Lorenzini Angelo (15 años), de Novara, posadero, quien murió el 20 de octubre.
27. Martini Giuseppe (17 años), de Turín, lineador de papel, quien murió el 3 de noviembre.
28. Mautino Giovanni (22 años), de Casalborgone, colchonero, soltero.
29. Morra Antonio (18 años), de Bérgamo, sastre, murió el 27 de octubre.
30. Negro Enrico (22 años), de Robella (Asti), trabajador en el Arsenale, soltero.
31. Novarese Francesco (22 años), de Turín, relojero, fallecido el 10 de octubre.
32. Odo Matteo (18 años), de Feletto, zapatero, soltero.
33. Pavesio Candido (35 años), de Stupinigi, zapatero.
34. Peletti Giacomo (22 años), de Tigliole, cabo en 66º infantería, quien murió el 2 de octubre.
35. Pisani Lucia (27 años), de Frabosa Soprana, mucama, casada Portigliatti.
36. Portigliatti Giuseppe (24 años), de Turín, tipógrafo, soltero.
37. Ramellino Biagio (24 años), de Novara, albañil, murió el 8 de octubre.
38. Richetta Canuto (28 años), de Pont (Ivrea), trabajador en el Arsenale, quien murió el 25 de septiembre.
39. Rigola Carlo Alberto (15 años), de Turín, tipógrafo, soltero.
40. Rice paddy Carlo (18 años), de Turín, soltero.
41. Ruffino Ludovica (26 años), de Barolo, pizzicagnola, casada con Robresco
42. Salvi Emilio (33 años), de Rivara, portero, soltero.
43. Giovanni Sanguinetti (54 años), de Vercelli, carpintero, casado.
44. Sbitrio Domenico (27 años), de Castellamonte (Ivrea), pristinaio, soltero.
45. VeccinTrifone Maria (20 años), de Gagliano, soldado en la 17º infantería, soltero.
46. Vecci Vercelli Giuseppe (22 años), de Borgosesia, carpintero.
47. Vinone Francesco (30 años), de Piobesi Torinese, herrero, casado.

## Consecuencias

#### Fin del gobierno de Minghetti

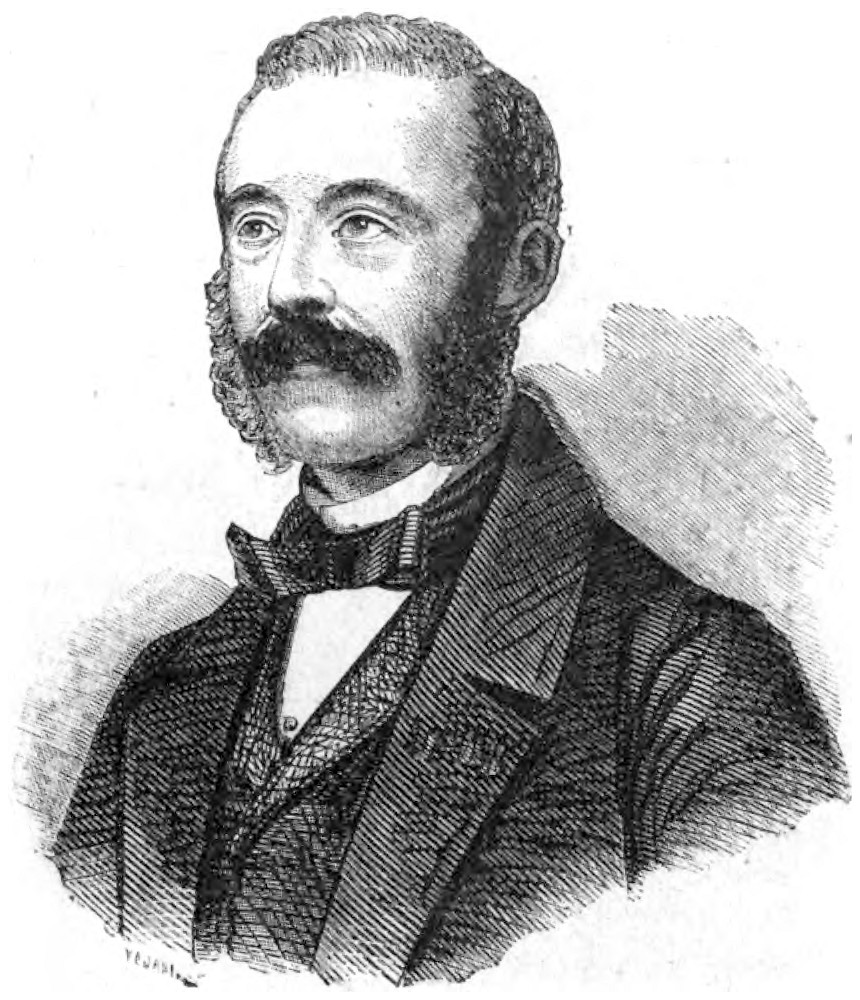
Marco Minghetti

Los eventos del 21 y 22 de septiembre hicieron que la situación fuera insostenible para el gobierno.

Encontramos al rey en el salón, junto con otras personas que se fueron. Pocas veces he visto a un hombre más irritado que él; Su ira era significativa. Habló del triste evento en la Piazza S. Carlo, estigmatizando, con pocas palabras parlamentarias, la insipidez de quienes presidieron el orden público, de quienes fueron la causa de la masacre de tantas personas indefensas, hasta que las tropas fueron fusiladas entre ellos y casi matar al pobre coronel Colombini de sus soldados que tienen dos bolas en su sien.
(Carta de Demetrio Diamilla a Giuseppe Mazzini, 24 de septiembre)

El estado actual de las cosas, al no poder durar porque es demasiado triste, los invito a usted y a sus colegas a renunciar.
(Víctor Manuel II a Marco Minghetti, 23 de septiembre)

En obediencia al despacho respetuoso de V. M. pongo en mis manos el despido de mí mismo y el de mis colegas, listo para permanecer en nuestro lugar hasta que V. M.. haya designado a nuestros sucesores.
(Marco Minghetti a Víctor Manuel, 23 de septiembre

#### Investigaciones oficiales

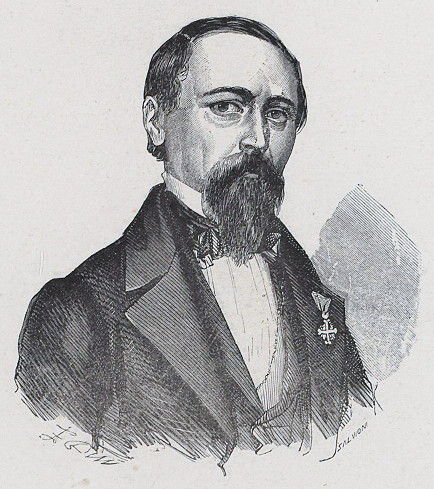
Casimiro Ara, autor de la investigación municipal.

Hubo varias investigaciones para determinar el curso de los acontecimientos.
Ya en la mañana del 22 de septiembre, después de los primeros eventos, el consejo municipal ordenó una investigación administrativa, confiando esto al diputado Casimiro Ara. El informe de esta primera investigación, entregado ya el 5 de octubre, se imprimió el 11 de octubre y luego se distribuyó a los diputados y senadores y a todos los municipios del Reino.
Otra investigación administrativa ordenada por el gobierno Minghetti no fue seguida ni siquiera por la caída del gobierno mismo.
Una investigación judicial se llevó a cabo después de una demanda presentada el 24 de septiembre de 1864 por quince ciudadanos (médicos, abogados, periodistas y diputados como Pier Carlo Boggio) contra el entonces Ministro del Interior Ubaldino Peruzzi y contra Silvio Spaventa (primer secretario del Ministro). Sin embargo, el 24 de octubre se concluyó rápidamente con un "no hay lugar para proceder".
Luego de una investigación militar, 58 carabinieri y estudiantes fueron arrestados, enviando a los carabinieri presentes el 21 de septiembre en Piazza Castello a un tribunal militar y tribunales ordinarios, la guardia cívica y los carabinieri presentes el 22 de septiembre en Plaza San Carlo.
El 24 de octubre, la Cámara designó una comisión de investigación para establecer las responsabilidades gubernamentales, presidida por Carlo Bon Compagni di Mombello y compuesta por los diputados Claudio Sandonnini (secretario), Giuseppe Biancheri, Francesco De Sanctis, Vincenzo Malenchini, Giovanni Morandini, Oreste Regnoli, Giuseppe Robecchi y Giorgio Tamajo.
|                                             |
| Carlo Bon Compagni di Mombello, presidente. |

|                                 |
| Claudio Sandonnini, secretario. |

|                      |
| Francesco De Sanctis |

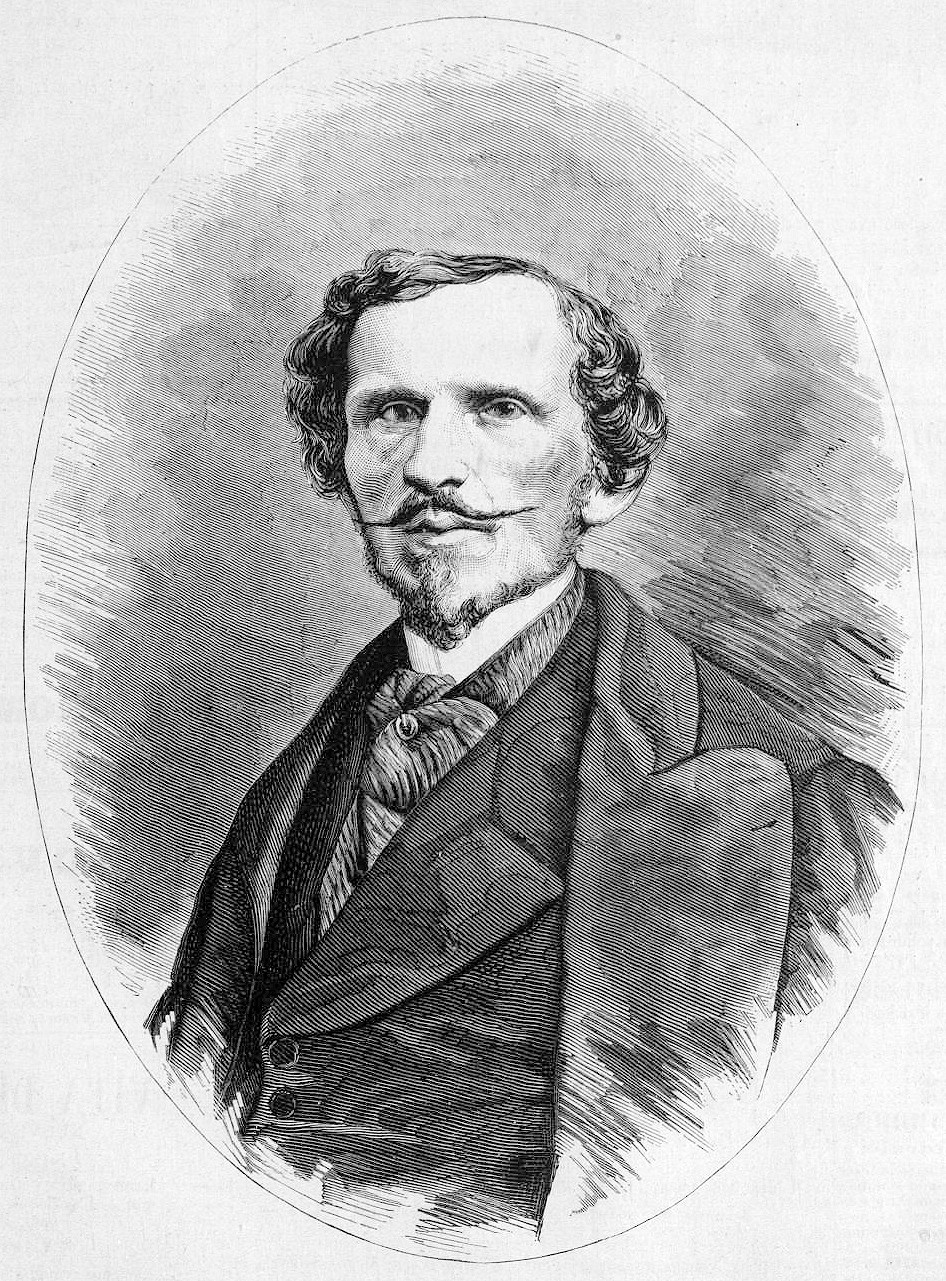
Bettino Ricasoli

Francesco De Sanctis había seguido de cerca los acontecimientos y reportó las noticias en artículos anónimos publicados por L'Italia di Nápoles.

El Ayuntamiento prepara una investigación sobre los últimos acontecimientos; otro fue ordenado por el gobierno. Se recolecta evidencia; Se hacen todos los esfuerzos para aclarar muchos puntos aún oscuros en los eventos. Mientras tanto, la ciudad está en silencio, y algunas de las tropas han regresado de donde vino. Pero el estado mental todavía está excitado; Siguen las recriminaciones, acompañamiento ordinario y triste de hechos tristes. Y aquí me detengo. Es una página de historia que debes apresurarte para olvidar .
(Correspondencia de Sanctis del 27 de septiembre, publicada en  L'Italia  el 29 de septiembre)

El 5 de enero de 1865, la comisión parlamentaria completó el informe y se decidió publicarlo (los documentos, en consideración de su volumen, no se imprimieron, pero se decidió que debían depositarse en el secretario de la Cámara). Después de un retraso para algunas correcciones, se hizo público. La discusión parlamentaria tuvo lugar el 23 de enero, pero se optó por la propuesta de Bettino Ricasoli de no tomar ninguna decisión.

«La Cámara, dado el informe de la Comisión de Investigación creada por usted para informar sobre los eventos deplorables del 21 y 22 de septiembre; Considerando que el Parlamento debe ante todo, y especialmente en las condiciones actuales, proponer establecer el orden de la nación; Considerando que la tranquilidad y la madurez de las discusiones necesarias para esto dañaría, mientras que los espíritus aún no pueden estar tranquilos, el regreso de los hechos y eventos que tuvieron que perturbarlo profundamente; Considerando que los sacrificios durante largos años con el heroico sacrificio encontrado y apoyado por la ciudad de Turín a favor de Italia, y el comportamiento admirable observado por ella al discutir la ley de la transferencia de la capital, son suficientes para eliminar cualquier sospecha de municipalismo de ella; Considerando que la grandeza de los eventos y las necesidades de la nación aconsejan a todos inmolarse en el altar de la patria, y al bien supremo de la armonía, cada sentimiento, cada recriminación e incluso cada justificación; Dando las gracias a la Comisión de Investigación por la diligencia con la que cumplió el mandato que se le confió, va a la agenda ».
(Agenda de Ricasoli)

#### Protestas de enero de 1865
La decisión de la Cámara de no considerar el informe del comité de investigación provocó nuevas protestas.

Y, en cambio, cuando llega el día señalado, ¡el Parlamento frente a doscientos cadáveres no encuentra nada que discutir! ¿Qué quiere que la gente piense de las instituciones que dan tales resultados?
Gazzetta del popolo, 25 de enero de 1865.

En la tarde del 25 de enero, un grupo de estudiantes se manifestaron sin incidentes a favor del alcalde y los diputados que habían apoyado las razones de Turín durante las discusiones en la Cámara. Se especuló que la administración de la ciudad podría renunciar como señal de protesta. A pesar de los temores de agravar la situación, las manifestaciones en la noche del 26 también tuvieron lugar sin incidentes.

Estamos seguros de que si Minghetti y Peruzzi hicieran algunos disparos en Turín, Lamarmora no tendría dificultades para disparar con cañones. Nosotros, hoy como ayer, rezamos calurosamente al país por prudencia, para no dar pretextos de ira .
(diritto, 27 de enero de 1865)

Varios artículos de aquellos días, aunque invitaban a la calma, sirvieron para excitar a los espíritus. También hubo una colección de firmas para invitar a los senadores a votar sobre la investigación presentada a la Cámara. En la tarde del 27 hubo una manifestación, pero no de estudiantes; hubo enfrentamientos con la Guardia Nacional y 25 participantes fueron arrestados, indicados como "conocidos por la policía, sujetos a vigilancia especial, varios recientemente liberados de la prisión" . Entre los arrestados había solo un estudiante, liberado al día siguiente.
En la noche del 28 hubo solo una pequeña manifestación, disuelta por la Guardia Nacional sin incidentes. Estas manifestaciones, según el alcalde, debían atribuirse "a la falta de trabajo que dejó a un gran número de trabajadores desempleados al borde del cese de ese movimiento que se había manifestado en la ciudad antes del traslado de la capital". 

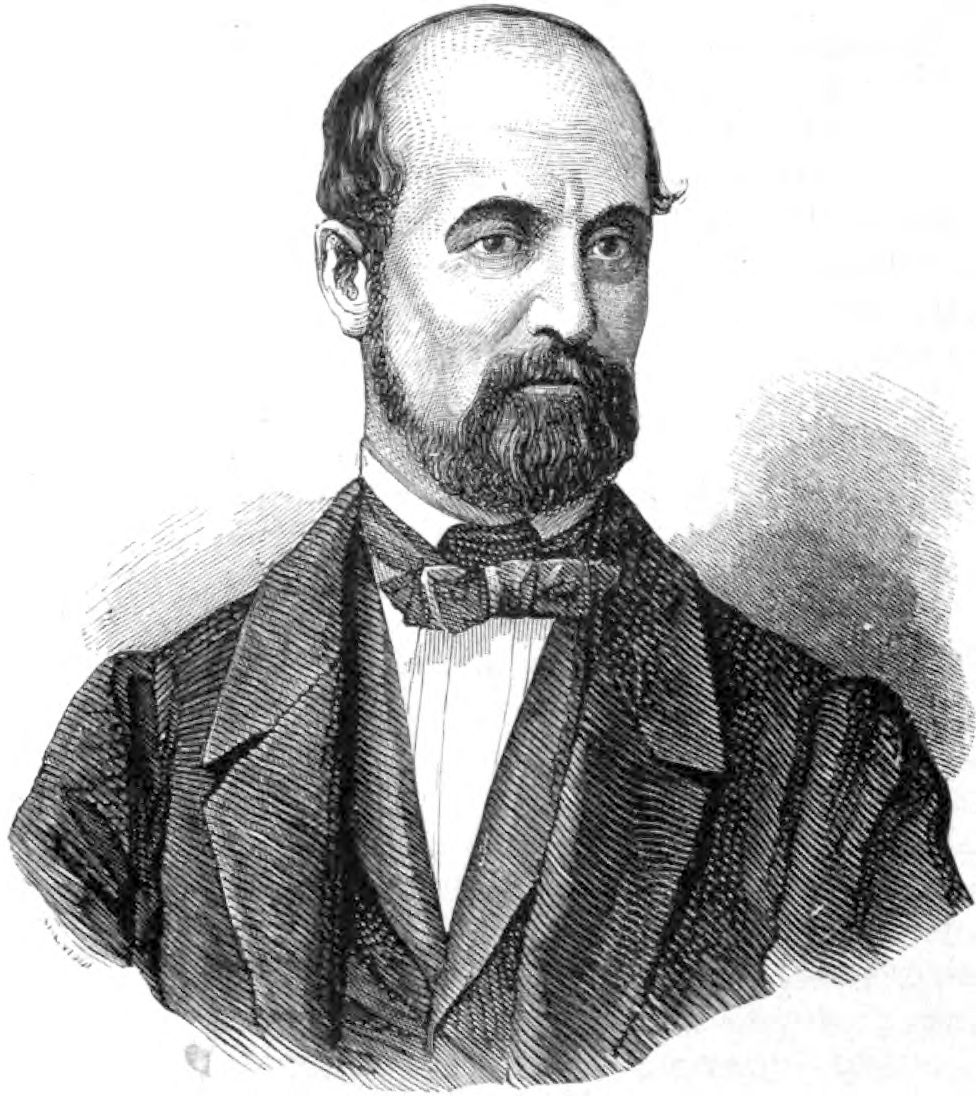
Giovanni Lanza

El 29 de enero se anunció una fiesta de baile en la corte para el día siguiente; El ministro Giovanni Lanza creía que la situación ahora estaba tranquila en Turín y que no habría accidentes. Sin embargo, temiendo nuevas protestas, las autoridades locales movilizaron a los soldados.

Nunca vimos una fiesta de baile en medio de un aparato de soldados, como el del siglo 30. [...] La multitud era muy grande, y con cada carruaje que pasaba había silbidos, gritos y palabras poco valientes contra las damas que acudieron a los tribunales. Fue imposible para muchos carruajes acercarse al palacio .
(Unità cattolica, 31 de enero de 1865)

"Un carruaje, en el que nos dicen que era un general, era para querer ir de todos modos, muy maltratado, había roto los cristales, golpeado a los caballos y luego obligado a regresar. [...] Se realizaron numerosos arrestos, al azar, como es de esperar, y sin criterios. [...] Notamos que no solo eran trabajadores, sino que muchos, de hecho, la mayoría en apariencia y vestimenta pertenecían a las clases medias: unos pocos niños: ningún diseño preestablecido, sino un cierto consentimiento unánime que tenía que hacerse cosa. Nadie lo sabía. Incluso a riesgo de un secuestro, diremos que en todas partes hubo una queja universal de que esta fiesta fue como un insulto en Turín; Se decía que mientras la Corte, por razones triviales, solía decir luto y suspender cualquier celebración, era extraño que no pudiera abstenerse cuando su capital, la ciudad que había sido la defensora y la defensa de la dinastía, todavía estaba manchada de sangre. insulto de muchas víctimas. [...] El baile no tuvo éxito y no pudo ser gaio. Había quizás 64 damas entre las damas de palacio, esposas de ministros y embajadores y algunos extranjeros, ninguna de la aristocracia de Turín, ninguna de la burguesía adinerada. El cotillón se hizo a las doce y media entre el frío y la miseria. En las salas de estar casi vacías había un frío insoportable. Los silbidos y gritos de la gente se podían escuchar desde allá arriba ".
(Diritto 31 de enero de 1865, el periódico fue incautado.)

El 31 de enero, Lanza presentó su renuncia, retirada solo por intervención del rey.
En la mañana del 3 de febrero, Víctor Manuel II abandonó definitivamente Turín para trasladarse a Florencia.

#### Amnistía

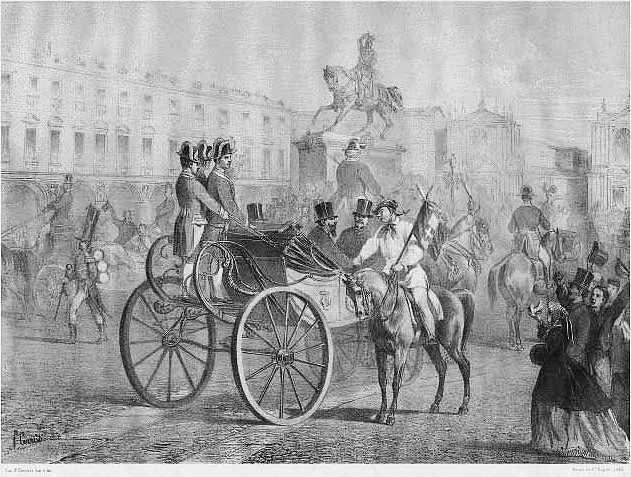
Episodio del Carnaval de Turín del 26 de febrero de 1865.

El domingo 26 de febrero de 1865, el rey estaba de nuevo en Turín para el carnaval. Algunos carruajes de la corte participaron en las celebraciones y la aparición del rey fue recibida con aplausos. El carruaje fue abordado por un Gianduia con camisa que se volvió hacia el rey con las palabras: "Mira en qué estado ya estoy reducido, pero si para Italia y para ti será necesario entregar este último vestido, estoy listo para hacerlo".
La recepción festiva permitió al rey "borrar cualquier recuerdo de eventos dolorosos en los que es muy importante que se extienda el velo del olvido"; por real decreto del mismo día se otorgó una amnistía completa para los eventos de septiembre de 1864 y para los eventos de finales de enero de 1865.

A propuesta de Nuestros Ministros, Secretario de Estado para los Asuntos de Gracia y Justicia y de Culto, de la Guerra; Después de escuchar al Consejo de Ministros,
Hemos ordenado y ordenamos lo siguiente:
Art. 1. Se concede una amnistía total y plena, y en consecuencia se elimina la acción penal por todos los eventos que tuvieron lugar en Turín el 30 de enero pasado, que han dado lugar o pueden dar lugar a procedimientos penales por el título de delito contra Nuestra real Persona.
Art. 2. También se abolió la acción penal y se impusieron sanciones para todos los eventos que tuvieron lugar en Turín los días 21 y 22 de septiembre de 1864, 27, 28 y 29 de enero de 1865, ya que el personaje ya se volvió o indignó al público. fuerza, de contravención de las disposiciones de la ley de Seguridad Pública relativas a reuniones, o de violencia cometida en la ejecución de órdenes o entregas, o por exceso en el uso de la fuerza pública;

Art. 3. La acción penal es finalmente abolida para todos los delitos cometidos hasta ahora por la prensa, que tienen relación con los hechos mencionados en los dos artículos anteriores.
[...] Dado en Turín el 26 de febrero de 1865. Víctor Manuel.

Por lo tanto, no habría habido consecuencias ni para los manifestantes arrestados en estas ocasiones ni para los soldados arrestados después de la investigación militar.
Un documento de fecha 9 de febrero de 1866 del archivo histórico del Ministerio de Relaciones Exteriores (adjunto a una comunicación del cónsul italiano de Montevideo, el 13 de febrero) informa que Giacomo Ramò, capitán del barco Emilia, declaró que había transportado 138 alistados desde Génova a Buenos Aires. por el gobierno argentino que le entregaron los guardias de seguridad los días 14 y 16 de octubre de 1865; para los 72 embarcados el 14 de octubre, se le habría indicado que "formaban parte de los disturbios de Turín del 21 y 22 de septiembre y que se extrajeron porciones de las cárceles de Sant'Andrea di Genova". Sin embargo, no hay evidencia de estas afirmaciones de otras fuentes.

## Control del piamontesismo

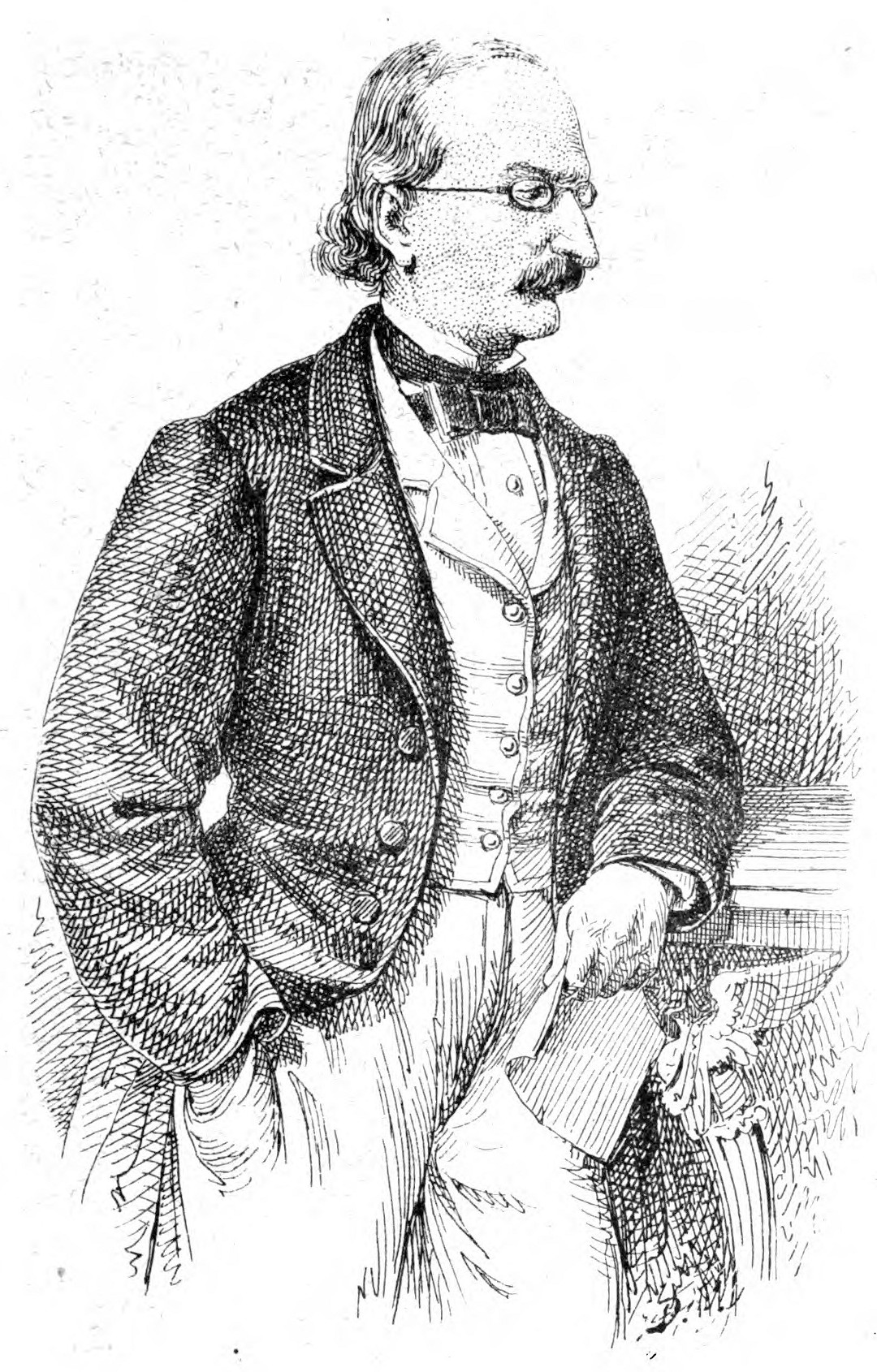
Ubaldino Peruzzi

Varios diputados y miembros del gobierno no piamonteses estaban a favor de la transferencia de la capital de Turín porque consideraban que la presencia piamontesa en la administración pública era excesiva.
En las publicaciones y periódicos de Turín de la época, la idea de un plan del Primer Ministro Marco Minghetti (de Bolonia), del Ministro del Interior Ubaldino Peruzzi (de Florencia) y del secretario Silvio Spaventa (de Nápoles) se extendió para provocar disturbios y poder suspender o eliminar las libertades civiles; se indicó la presencia de provocadores que agitarían a la multitud. 
En realidad, debe excluirse la existencia de un plan predeterminado para crear disturbios que puedan ser reprimidos de manera autoritaria.
Peruzzi y Spaventa, sin embargo, aprovecharon todas las oportunidades para hacer que Turín apareciera negativamente y hacer necesaria la transferencia de la capital: Peruzzi incitó a manifestaciones anti amontonas en ciudades italianas; Spaventa manipuló las comunicaciones de la Agencia Stefani relacionadas con los eventos de Turín para reducir la responsabilidad sobre la población y el municipio.

## Conmemoraciones

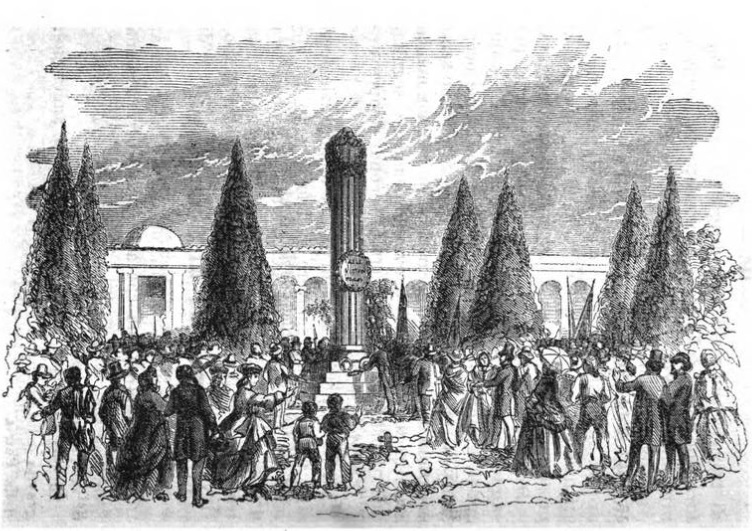
Primera conmemoración de nuestros caídos por las tardes 21 y 22 de septiembre de 1864 en Turín (Almanaque nacional para 1866)

#### Desde 1865
El 21 de septiembre de 1865, muchos negocios estaban de luto. En la mañana del 22 de septiembre de 1865, se formó una primera procesión de duelo de la asociación de cocineros y camareros, debido a los compromisos relacionados con su profesión; Todas las otras asociaciones se reunieron para cruzar el centro para una función religiosa y luego para llegar al cementerio y colocar coronas en las tumbas de los difuntos.
La conmemoración se repitió por algunos años. En 1867 se menciona la presencia de un "monumento de las víctimas de septiembre" , pero en 1868 no había ningún monumento. La imagen reportada en el Almanaque Nacional para 1866 con una estela fúnebre debe considerarse fantasía, porque en 1865 se colocaron coronas en las tumbas individuales y no se menciona ningún monumento en la descripción.

«El concurso de ciudadanía fue inmenso. La vasta Piazza Vittorio Emanuele estaba abarrotada; el vasto Ponte di Po fue tan invadido que incluso por la fuerza no hubiera sido posible hacer un vacío. Casi todos los concejales municipales, Rorà, Sclopis, Cassinis, etc., etc., etc. respondieron a la invitación del Comité como ciudadanos. También intervinieron otros senadores y ex diputados, como el barón Tecco, Crispi, Laporta, etc., etc., etc.

Después de la solemne función en la Piazza della Gran Madre di Dio, que fue extremadamente digna y conmovedora, las Corporaciones se movieron en gran orden precedidas por muchos miembros del Comité especialmente designados para dirigir el Corteggio, y por los jóvenes Cafeteros, Pasteleros y Destiladores, quienes Tenían la iniciativa del Memorial. Un piquete de la Guardia Nacional abrió el camino. Luego siguió la Música de la Guardia Nacional, a la que no hay elogios que sean suficientes para su competencia más loable.
A lo largo del Ponte di Po, Piazza Vittorio Emanuele y Via di Po, una inmensa ola de población formó un ala. En Piazza Castello, cada miembro del Corteggio, como movido por un cable eléctrico, se quitó el sombrero y pasó al sitio muy fatal donde se había derramado la sangre del 21 de septiembre.

Desde esta Piazza al Camposanto, aunque la distancia es enorme, todas las calles estaban tan pobladas que creemos que están por debajo de la verdad, diciendo que más de 100 mil personas participaron en la manifestación »

#### Placa en la Plaza de San Carlo

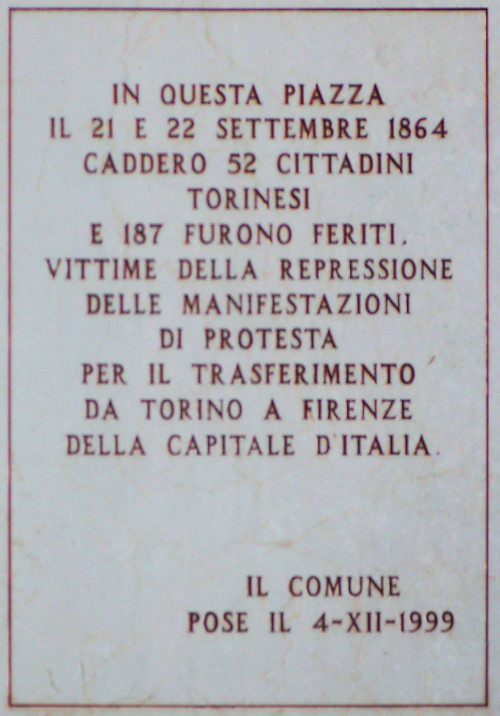
Placa de Plaza San Carlo.

En diciembre de 1999, la ciudad de Turín colocó una placa en la Plaza San Carlo en memoria de las víctimas. 

«IN QUESTA PIAZZA / IL 21 E 22 SETTEMBRE 1864 / CADDERO 52 CITTADINI / TORINESI / E 187 FURONO FERITI / VITTIME DELLA REPRESSIONE / DELLE MANIFESTAZIONI / DI PROTESTA / PER IL TRASFERIMENTO / DA TORINO A FIRENZE / DELLA CAPITALE D'ITALIA.

IL COMUNE / POSE IL 4-XII-1999»
«EN ESTA PLAZA / EL 21 Y 22 DE SEPTIEMBRE DE 1864 / CADDERO 52 CIUDADANOS / TORINESI / E 187 FUERON HERIDOS / VÍCTIMAS DE LA REPRESIÓN / DE LOS EVENTOS / DE LA PROTESTA / PARA LA TRANSFERENCIA / DE TURÍN A FLORENCIA / DE LA CAPITAL ITALIANA.

EL MUNICIPIO / POSICIÓN EL 4-XII-1999 »
Texto de la placa de la Plaza San Carlo

Los números que se muestran en la placa parecen estar tomados de la primera versión del informe del Dr. Rizzetti incluida en la investigación municipal: indicó un número total de 52 muertes en los eventos de Plaza San Carlo y Piazza Castello; El número 187 fue el que informó inicialmente sobre el número total de muertos y heridos.

#### 150.º aniversario
El 22 de septiembre de 2014, con motivo del 150 aniversario, el ayuntamiento de Turín celebró el aniversario.
|                                                  |
| Conmemoración del 150 aniversario de la masacre. |

|                                                  |
| Conmemoración del 153 aniversario de la masacre. |